# Liste der Nummer-eins-Hits in Südkorea (2007)
Dies ist eine Liste der Nummer-eins-Hits in Südkorea im Jahr 2007, basierend auf den ehemaligen offiziellen Music Industry Association of Korea Charts, die es zwischen 1999 und 2008 gab. In den MIAK-Charts gab es lediglich Albumcharts. Die einzelnen Chartmonate sind nur noch über Web-Archivierung aufrufbar. Die aktuell offiziellen Gaon Charts wurden erstmals in 52. Kalenderwoche des Jahres 2009 herausgegeben.

## Alben
| ← 2006 ← | Liste der Nummer-eins-Hits in Südkorea | Liste der Nummer-eins-Hits in Südkorea | Liste der Nummer-eins-Hits in Südkorea     | 2008 →                    |
| \| Zeitraum \| Mt. ges. \| Interpret \| Titel \| Zusätzliche Informationen \| \| (Zeitraum, Monate auf Platz eins, Interpret, Titel, zusätzliche Informationen) \| \| \| \| \| \| ------------------------------------------------------------------------------ \| -------- \| -------------- \| ------------------------------------------ \| ------------------------- \| \| Januar 2007 – Februar 2007 2 Monate \| 2 \| Epik High \| Remapping the Human Soul / 에픽하이4집 \| – \| \| März 2007 1 Monat \| 1 \| Lee Hyori \| Toc Toc Toc / 이효리싱글 \| – \| \| April 2007 – Mai 2007 2 Monate \| 2 \| SG Wannabe \| The Sentimental Chord / SG워너비4집 \| – \| \| Juni 2007 1 Monat \| 1 \| Clazziquai \| Love Child of the Century / 클래지콰이 3집 \| – \| \| Juli 2007 1 Monat \| 1 \| Fly to the Sky \| No Limitations / 플라이 투 더 스카이 7집 \| – \| \| August 2007 1 Monat \| 1 \| Shin Hye-sung \| The Beginning, New Days.. \| – \| \| September 2007 1 Monat (insgesamt 2) \| 2 \| Super Junior \| Don’t Don / 슈퍼주니어2집 \| – \| \| Oktober 2007 1 Monat \| 1 \| Eru \| Eru Returns / 이루3집 \| – \| \| November 2007 1 Monat \| 1 \| Super Junior \| Don’t Don / 슈퍼주니어2집 \| – \| \| Dezember 2007 1 Monat (insgesamt 5) \| 5 \| You Hee-yeol \| Thank You / 토이6집 \| – \| |                                        |                                        |                                            |                           |
| ← 2006 |                                        |                                        |                                            | → 2008 →                  |
| Zeitraum | Mt. ges.                               | Interpret                              | Titel                                      | Zusätzliche Informationen |
| (Zeitraum, Monate auf Platz eins, Interpret, Titel, zusätzliche Informationen) |                                        |                                        |                                            |                           |
| Januar 2007 – Februar 2007 2 Monate | 2                                      | Epik High                              | Remapping the Human Soul / 에픽하이4집     | –                         |
| März 2007 1 Monat | 1                                      | Lee Hyori                              | Toc Toc Toc / 이효리싱글                   | –                         |
| April 2007 – Mai 2007 2 Monate | 2                                      | SG Wannabe                             | The Sentimental Chord / SG워너비4집        | –                         |
| Juni 2007 1 Monat | 1                                      | Clazziquai                             | Love Child of the Century / 클래지콰이 3집 | –                         |
| Juli 2007 1 Monat | 1                                      | Fly to the Sky                         | No Limitations / 플라이 투 더 스카이 7집   | –                         |
| August 2007 1 Monat | 1                                      | Shin Hye-sung                          | The Beginning, New Days..                  | –                         |
| September 2007 1 Monat (insgesamt 2) | 2                                      | Super Junior                           | Don’t Don / 슈퍼주니어2집                  | –                         |
| Oktober 2007 1 Monat | 1                                      | Eru                                    | Eru Returns / 이루3집                      | –                         |
| November 2007 1 Monat | 1                                      | Super Junior                           | Don’t Don / 슈퍼주니어2집                  | –                         |
| Dezember 2007 1 Monat (insgesamt 5) | 5                                      | You Hee-yeol                           | Thank You / 토이6집                        | –                         |